# Анніно (станція метро)
55°34′58″ пн. ш. 37°35′48″ сх. д. / 55.58278° пн. ш. 37.59667° сх. д.
«Анніно» (англ. Аннино) — станція Серпуховсько-Тимірязівської лінії Московського метрополітену. Відкрита 12 грудня 2001 в ході її продовження на один перегін від станції «Вулиця академіка Янгеля». Названа за однойменною місцевістю.

## Технічна характеристика
Конструкція станції — односклепінна мілкого закладення (глибина закладення — 8 м). Побудована з монолітного залізобетону.

## Колійний розвиток
Станція без колійного розвитку.

## Оздоблення
Колійні стіни оздоблені сірим, підлога — сірим і чорним мармуром. У центрі склепіння знаходиться ряд великих кесонів, в яких розміщені світильники.

## Вестибюлі
- Через північний вестибюль по ескалаторах на Варшавське шосе.
- Через південний вестибюль по сходах на Варшавське шосе і до перехоплюючої парковки.

## Пересадки
- Автобуси: м95, е99, с916, с919, с962, с986, с997, н8